# 商河县
商河县是中国山东省济南市所辖的一个县。古为春秋时期齐国麦丘邑，是全国100个“千年古县”之一。 商河县是华北地区最大的地热存储地、是济南市打造“中国温泉之都”品牌的重要承载地，先后获评全国粮食生产先进县、国家级出口农产品质量安全示范区、国家农产品质量安全县，是济南市首个全国绿化模范县、国家级生态县、国家生态文明建设示范县。縣人民政府駐許商街道明輝路119號。
商河縣屬黃河沖積平原，境內河流較多、徒駭河過境南，德惠新河過境北，商中、商西、商東3條河流縱貫西北，土馬河、前進河橫貫東西。商河縣古蹟有古城遺址，東信遺址，梁王冢遺址等。

## 行政区划
商河县下辖1个街道办事处、11个镇：
许商街道、殷巷镇、怀仁镇、龙桑寺镇、郑路镇、贾庄镇、玉皇庙镇、白桥镇、孙集镇、韩庙镇、沙河镇和张坊镇。

## 人口
截至2022年末，商河縣户籍總人口63.4627萬人。男女性別比例為103.9∶100。人口出生率6.62‰，死亡率10.06‰，自然增長率-3.45‰。新型城鎮化建設步伐加快，年末常住人口城鎮化率達35.21%，比上年末提高1.0個百分點。

## 交通
- 340国道过境。
- 240省道过境。
- 商河火车站，德大铁路。
- 济南商河机场，济南市首个A1级通用机场。[5]

## 名產
燒餅：传闻「乾隆遊江南」曾經過商河县，地方官貢上燒餅，乾隆嚐食讚不絕口。
商河鼓子秧歌、花鞭鼓舞分别入选第一批、第二批国家级非物质文化遗产。
商河温泉
商河老粗布
商河糖酥火烧
商河老豆腐